# Anusjavan Gassan-Dzjalalov
Anusjavan Rafaelovitj Gassan-Dzjalalov (på russisk: Анушаван Рафаэлович Гасан-Джалалов) (født 23. april 1947 i Gjumri) er en russisk tidligere roer.

## Rokarriere
Gassan-Dzjalalov var med til at vinde EM-bronze for Sovjetunionen i 1971 i firer med styrmand og VM-sølv i 1974 og 1975 i firer uden styrmand. Tre af roerne i denne båd (Gassan-Dzjalalov, Nikolaj Kusnetsov og Raul Arnemann), suppleret af Valerij Dolinin, repræsenterede Sovjetunionen ved OL 1976 i Montreal, og de blev nummer to i deres indledende heat efter de store favoritter fra DDR. I semifinalen blev de også nummer to (efter Norge) og var dermed i finalen. Her var DDR igen suveræne og vandt sikkert guld, mens Norge fik sølv og Sovjetunionen bronze.

## OL-medaljer
- 1976:  Bronze i firer uden styrmand